# Президент (фильм, 1961)
«Президент» (фр. Le Président) — кинофильм режиссёра Анри Вернёя, вышедший на экраны в 1961 году. Экранизация одноимённого романа Жоржа Сименона.

## Сюжет
Эмиль Бофор — бывший председатель (президент) совета министров, ведущий уединённый образ жизни в своём поместье и занимающийся в основном написанием мемуаров о своей насыщенной событиями жизни. В разгар правительственного кризиса особые надежды связываются с именем Филиппа Шаламона, некогда сотрудника администрации Бофора, позже ставшего одним из его основных соперников. Пожилой политик вспоминает два эпизода, в которых ему пришлось столкнуться со своим молодым коллегой — дело о девальвации, которую необходимо было провести в интересах развития страны, и проект о европейском таможенном союзе, который усилиями Шаламона был провален в парламенте...

## В ролях
- Жан Габен — Эмиль Бофор
- Бернар Блие — Филипп Шаламон
- Рене Фор — мадемуазель Миллеран, секретарь Бофора
- Анри Кремьё — Антуан Монтей
- Альфред Адам — Франсуа, шофёр Бофора
- Луи Сенье — Лозе-Дюше
- Жорж Аде — министр
- Робер Ваттье — доктор Фюме
- Леон Зитрон – журналист